# NGC 7124
NGC 7124 is een balkspiraalstelsel in het sterrenbeeld Indiaan. Het hemelobject werd op 8 juli 1834 ontdekt door de Britse astronoom John Herschel.

## Synoniemen
- ESO 237-2
- ESO 236-49
- AM 2144-504
- IRAS 21447-5047
- PGC 67375